# Glaucina semidura
Glaucina semidura là một loài bướm đêm trong họ Geometridae.